# Dublin Feminist Film Festival
Le Dublin Feminist Film Festival (DFFF) est un événement annuel indépendant, fondé en 2014, afin de promouvoir et de célébrer les femmes cinéastes, et pour inciter davantage de femmes à s'impliquer dans la réalisation de films. Le festival est non compétitif et géré par des bénévoles.

## Contexte
Le Dublin Feminist Film Festival a été créé en 2014, à la suite d'une collecte de fonds organisée par Karla Healion, une réalisatrice et activiste féministe irlandaise. Celle-ci souhaite alors soutenir l'organisation Samrakshak Samuha Nepal (SASANE) qui aide les femmes victimes de la traite sexuelle au Népal. 
Une organisation dirigée par des femmes qui ont été elles-mêmes victimes de la traite. Karla Healion rencontre les membres de SASANE lors d'un voyage, et associe son désir d'aider l'organisation à sa volonté de créer un festival du film féministe à Dublin.

## Organisation
Le Dublin Feminist Film Festival (DFFF) est un événement festif en faveur d'un art inclusif,  qui présente un large éventail d'œuvres, du documentaire au drame, du court au long métrage, des films provenant de différents endroits et représentant différentes perspectives, ainsi que des œuvres réalisées par des femmes de couleur. 
Le festival n'est pas compétitif, mais des courts métrages sélectionnés sont projetés dans la section des courts métrages et reçoivent des prix. Tous les films projetés par le festival doivent être réalisés par des femmes. L'organisation entend par "femme" toute personne qui s'identifie comme une femme. Le DFFF comprend également des tables rondes et des débats. L'événement est géré par des bénévoles et les recettes sont reversées à des associations caritatives locales.
La dernière édition du festival date de 2021.

## Objectifs
Le Dublin Feminist Film Festival (DFFF) cite trois objectifs principaux,:
- Contrer la représentation erronée et stéréotypée des femmes à l'écran et exposer le public à un éventail de personnages féminins plus large que celui que l'on trouve dans le cinéma grand public. Cette démarche met notamment en avant la théorie du female gaze.
- Lutter contre la sous-représentation des femmes dans l'industrie cinématographique en projetant, en soutenant et en promouvant des films dans lesquels des femmes ont joué un rôle essentiel dans la production (réalisatrices, productrices, scénaristes ou membres de l'équipe), afin d'autonomiser celles qui travaillent dans l'industrie et d'attirer davantage de femmes dans ce secteur.
- Faire connaître les perspectives, les histoires et les expériences des femmes et des féministes à un public plus large par le biais du cinéma, dans un environnement inclusif, positif et amical.

## Reconnaissance
En 2018, le Dublin Feminist Film Festival (DFFF) a décidé non seulement de présenter des films réalisés par des femmes réalisatrices et scénaristes, mais aussi de mettre l'accent sur les femmes directeurs de la photographie. Cette même année, Rachel Morrison est nommée pour l'Oscar de la meilleure photographie pour son travail sur le film Mudbound. 
Rachel Morrison est la première femme à être nommée pour son travail derrière la caméra en quatre-vingt-dix ans d'existence des Oscars du cinéma. Le festival a jugé nécessaire de mettre davantage l'accent sur les femmes dans ce domaine, citant que l'année de cette réalisation, les femmes ne représentaient que 4 % des directeurs de la photographie. Le sujet soulevé lors des projections et des discussions était de savoir si le "regard" était différent dans les films tournés avec une femme derrière la caméra.